# ایلایدا الیف الهیه
ایلایدا الیف الهیه (انگلیسی: İlayda Elif Elhih؛ زادهٔ) بازیگر اهل ترکیه است. وی از سال ۲۰۲۰ میلادی تاکنون مشغول فعالیت بوده‌است.